# Elektromuseum (Baden)

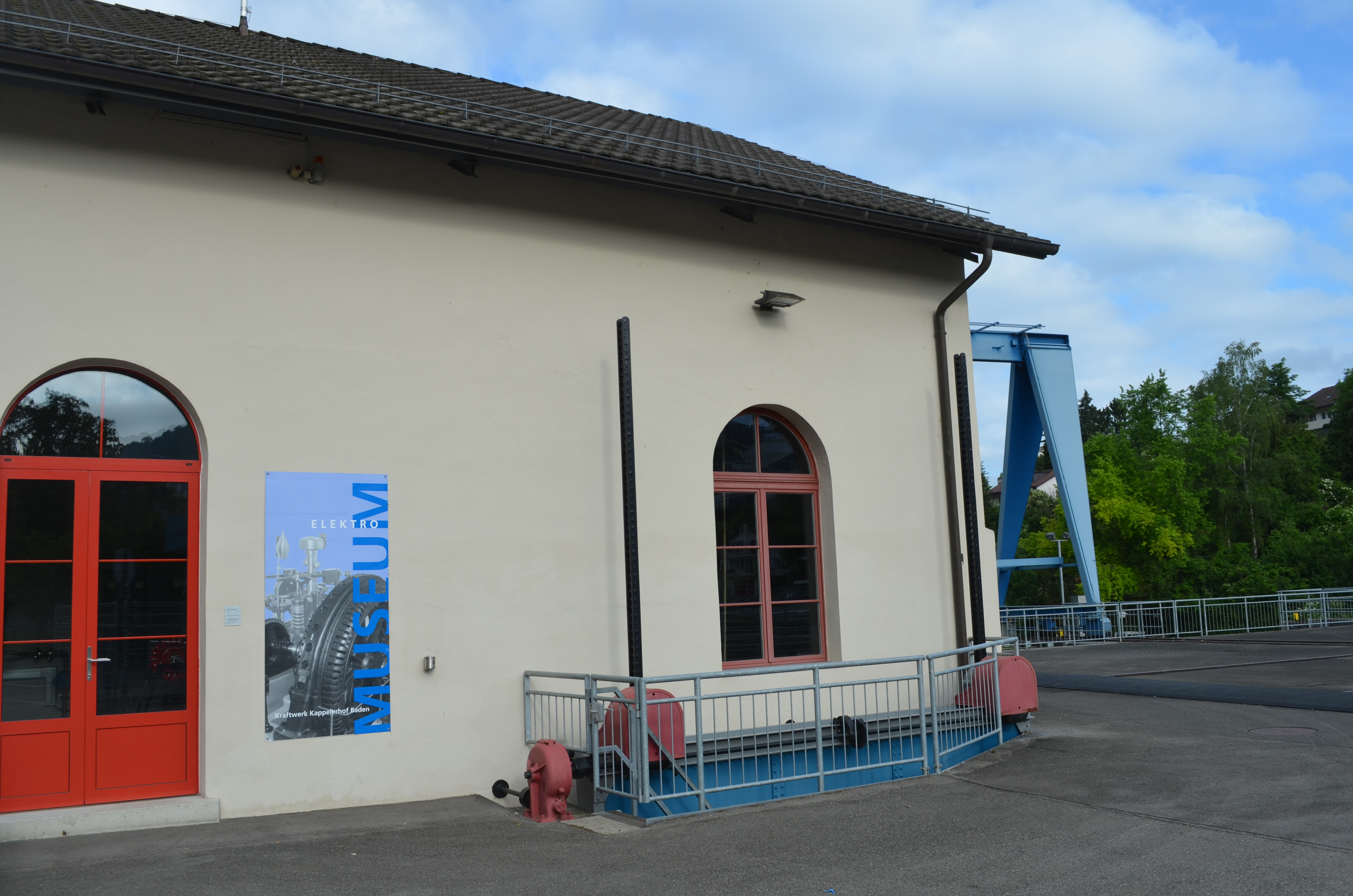
Elektromuseum

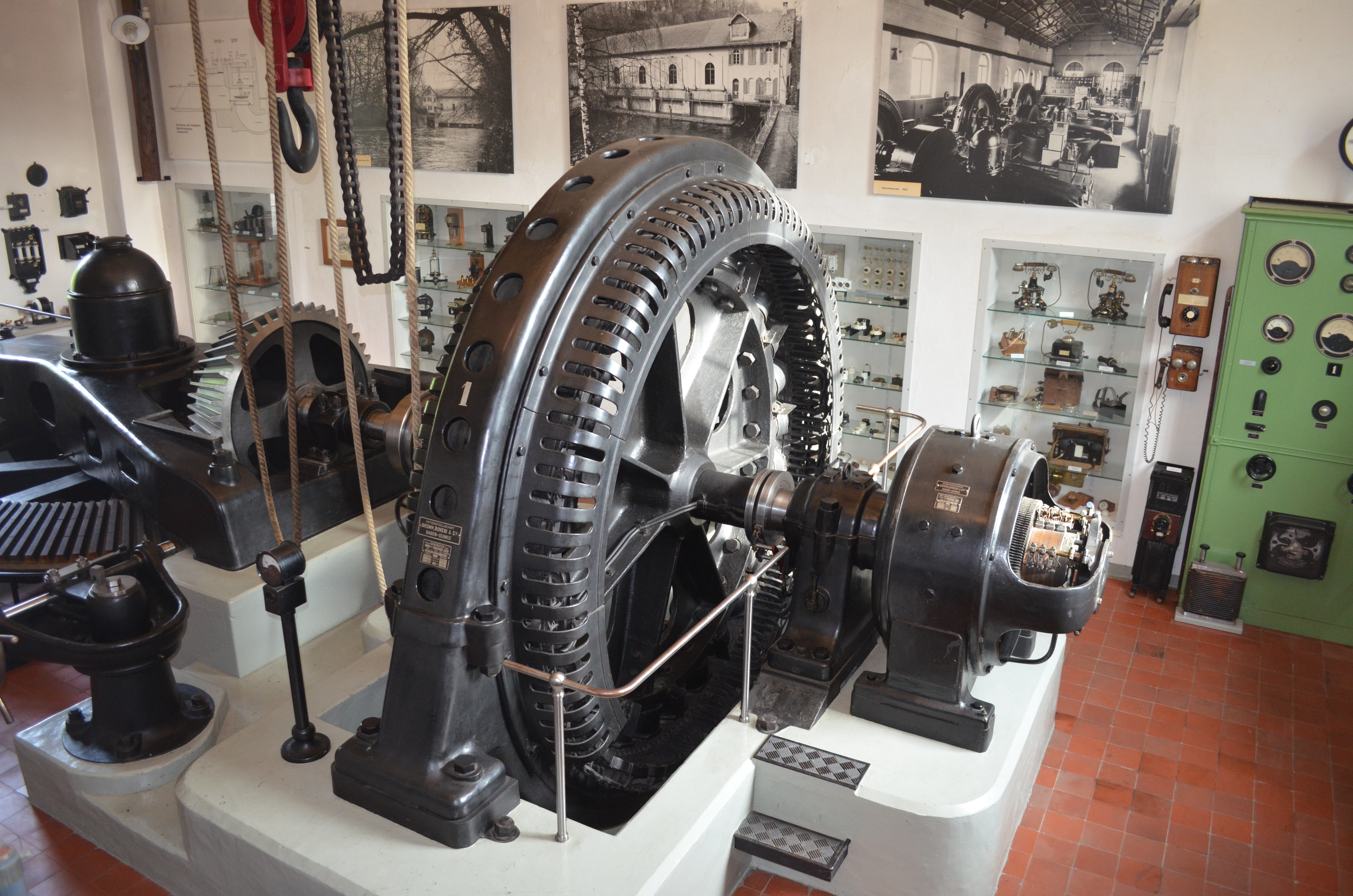
Winkelgetriebe mit Generator im Elektromuseum

Das Elektromuseum in Baden, Kanton Aargau, Schweiz, ist eines von gut 40 Objekten am Industriekulturpfad Limmat–Wasserschloss. Das Elektromuseum befindet sich an der Limmat in den Räumen des Wasserkraftwerks Kappelerhof. Es gehört der Regionalwerke AG Baden.
Das Museum beherbergt historische Apparate und Einrichtungen aus Kraftwerken, Industrie und privaten Haushalten, die anschaulich zeigen, wie früher elektrischer Strom erzeugt, transportiert und konsumiert wurde. Prunkstück der Sammlung ist eine komplette historische Maschinengruppe. Die trockengelegte Kammer für die 1918 eingesetzte Turbine, das eindrückliche Holzzahnrad oder der Generator aus dem Jahr 1925 zeigen, wie Wasserkraftwerke früher funktionierten.